# Seus de les institucions de la Unió Europea

Seus de les institucions de la Unió Europea

Les institucions que governen la Unió Europea no estan concentrades en una sola capital, sinó que estan concentrades en tres ciutats (Brussel·les, Luxemburg i Estrasburg), tot i que certes institucions de menor importància es basen en altres ciutats. Tanmateix, es considera que Brussel·les és la seu principal, amb una seu de cadascuna de les principals institucions i ara també del Conseil Europeu, tot i que no sempre és la seu principal o l'única.
Les seus han sigut objecte de polèmica des que els estats no aconseguiren assolir un acord sobre el tema quan s'establí la Comunitat Europea del Carbó i de l'Acer el 1952. Tanmateix, el 1992 s'arribà a un acord que seguidament fou oficialitzat pel Tractat d'Amsterdam.
Tot i això, la seu del Parlament Europeu continua sent objecte de controvèrsia. El treball del Parlament es divideix entre Estrasburg, Luxemburg i Brussel·les, cosa que és problemàtic tenint en compte el gran nombre de diputats, personal i documents que han de ser transportats cada mes. Com que les seus de les institucions són establertes als tractats, el Parlament no té dret de decidir on es troba la seva seu, a diferència dels parlaments nacionals.
La localització de les noves institucions tampoc no és senzilla. Així doncs, el Banc Central Europeu hagué de simbolitzar la seva independència instal·lant-se en una ciutat que no fos la seu ni d'un govern europeu ni d'una institució nacional. S'han establert noves agències a l'Europa de l'Est des del 2004 per tal de garantir una certa igualtat en el si de la UE.

## Institucions per ciutat

### Brussel·les
- Comissió Europea - edifici Berlaymont
- Consell de la Unió Europea[1] - edifici Justus Lipsius
- Consell Europeu[2] - edifici Justus Lipsius (1974-2013), actualment edifici Europa
- Parlament Europeu[3] - edifici Paul-Henri Spaak
- Comitè Econòmic i Social Europeu - edifici Jacques Delors
- Comitè de les Regions - edifici Jacques Delors

### Estrasburg
- Parlament Europeu - edifici Louise Weiss
- Defensor del Poble Europeu - edifici Winston Churchill

### Luxemburg
- Secretaria del Parlament Europeu - barri de Kirchberg
- Tribunal de Justícia de la Unió Europea - barri Kirchberg
- Tribunal de Comptes Europeu - barri de Kirchberg
- Banc Europeu d'Inversions - barri de Kirchberg

### Frankfurt
- Banc Central Europeu - Eurotower (1998-2014), després Skytower

### La Haia
- Europol